# (6487) Тониспир
(6487) Тониспир (лат. Tonyspear) — астероид, относящийся к группе астероидов пересекающих орбиту Марса. Он был открыт 8 апреля 1991 года американским астрономом Элеанор Хелин в Паломарской обсерватории и назван в честь американского инженера Тони Спира.

Орбита астероида Тониспир и его положение в Солнечной системе